# Cynodon transvaalensis
Cynodon transvaalensis là một loài thực vật có hoa trong họ Hòa thảo. Loài này được Joseph Burtt-Davy mô tả khoa học đầu tiên năm 1921.

## Phân bố
Loài này là bản địa Nam Phi và Lesotho, nhưng đã du nhập vào Ai Cập, Australia (New South Wales, Victoria), Cộng hòa Dân chủ Congo, Ecuador, Ethiopia, Hoa Kỳ (Alabama, California, Florida, Iowa, Nebraska, Texas), Hy Lạp, Iran, Kenya, Libya, Madagascar, Puerto Rico, Sudan, Tanzania, Uganda.